# Метенів
Метені́в — село в Україні, у Зборівській міській громаді Тернопільського району Тернопільської області. До 2016 було підпорядковане Кабаровецькій сільській раді.
Розташоване на річці Стрипа, на заході району.
Населення — 119 осіб (2001).

## Історія
Перша писемна згадка — 14 ст.
Діяли товариства «Просвіта», «Рідна школа», «Союз українок», народний хор, бібліотека, кооператива.
12 червня 2020 року, відповідно до розпорядження Кабінету Міністрів України № 724-р «Про визначення адміністративних центрів та затвердження територій територіальних громад Тернопільської області» увійшло до складу Зборівської міської громади.
19 липня 2020 року, в результаті адміністративно-територіальної реформи та ліквідації Зборівського району, село увійшло до складу Тернопільського району.

## Населення

### Мова
Розподіл населення за рідною мовою за даними перепису 2001 року:
| Мова       | Кількість | Відсоток |
| ---------- | --------- | -------- |
| українська | 117       | 98.32%   |
| російська  | 2         | 1.68%    |
| Усього     | 119       | 100%     |

## Пам'ятки
В центрі села, на найвищому пагорбі, існувала стара дерев'яна церква св. Миколая (рік її побудови невідомий). В 1925 році громада села на її місці побудувала кам'яну п'ятибанну церкву святого Миколая.
В 1896 році, біля українського народного дому (сьогодні будинок використовують як магазин), встановлено фігуру Матері Божої на честь скасування панщини.
В 1991 році, у пам'ять загиблих в боях односельчан, старшин УПА Дяківа, Андрушківа, Мельника, насипано символ-могилу «Борцям за волю України» в визвольних змаганнях українського народу з окупантами в період 1941—1951 років.
У 2002 році, завдяки старанням односельчан Богдана Андрушківа і Миколи Стельмаха, встановлено пам'ятний обеліск на місці поховання 2-х тис. козаків, полеглих на сільських полях під час Зборівської битви в серпні 1649 року.
На болоті між колією і річкою, між селами Грабківці і Метенів, збереглись два вали козацької переправи часів Зборівської битви 1649 року.
Навпроти села, за болотом, на краю дубового гаю до 1991 року стояв могутній 350 літній дуб, названий «богдановим». По переказах старожилів, з нього козацька розвідка стежила за пресуванням польського війська під час Зборівської битви в серпні 1649 року. В 1954 році, до 300-тиріччя Переяславської Згоди на дубі встановили меморіальну дошку. В 1989 році в дуб вдарила блискавка і його дві відноги розкололо, одна з них всохла і була зрізана. В 1991 році дуб всох і був зрізаний, правда, чи не дивний збіг обставин: в 1989 році зародивсь Народний Рух України, а в 1991 році Україна проголосила незалежність.
Друга світова війна залишила на сільських полях свої пам'ятки, два підбиті танки, збитий літак, два потужні артилерійські доти.
По лівому березі річки Стрипи, у горбистому рельєфі, до 1970 року діяли потужні кар'єри кварцового піску. В 1957 році в заплаві річки Стрипи, у районі села, геологи відкрили велике підземне прісне озеро.

## Соціальна сфера
Діють клуб, бібліотека, магазин, ФАП. Також на базі спільного українсько-польського підприємства ТОВ «УкрПоль» по виготовленню пластикових вікон створено птахофабрику, назва залишилась від попередніх власників.

## Відомі люди

### Народилися
- вчений у галузі економіки, громадський діяч, письменник Богдан Андрушків,
- український поет, публіцист Микола Дубас,
- літератор Роман Метельський,
- письменник Богдан Будник — автор багатьох історичних романів, повістей, втому числі роман-трилогія про історію села часів хмельниччини під назвою «Сестра яничара»,
- професор Львівського університету ім. І.Франка Микола Петрига. Викладав економічну географію в Львівському, пізніше в Тернопільському університетах. Активний член УПА вчитель першої старшинської школи УПА Захід.
- головний конструктор Львівського автобусного заводу Мирослав Кобилюх.
- референт Степана Бандери по округу УПА Захід — Ярослав Скоробогатий.
- Яцунда Ігор Ярославович (1981—2016) — український військовик, учасник російсько-української війни[5].

## Галерея

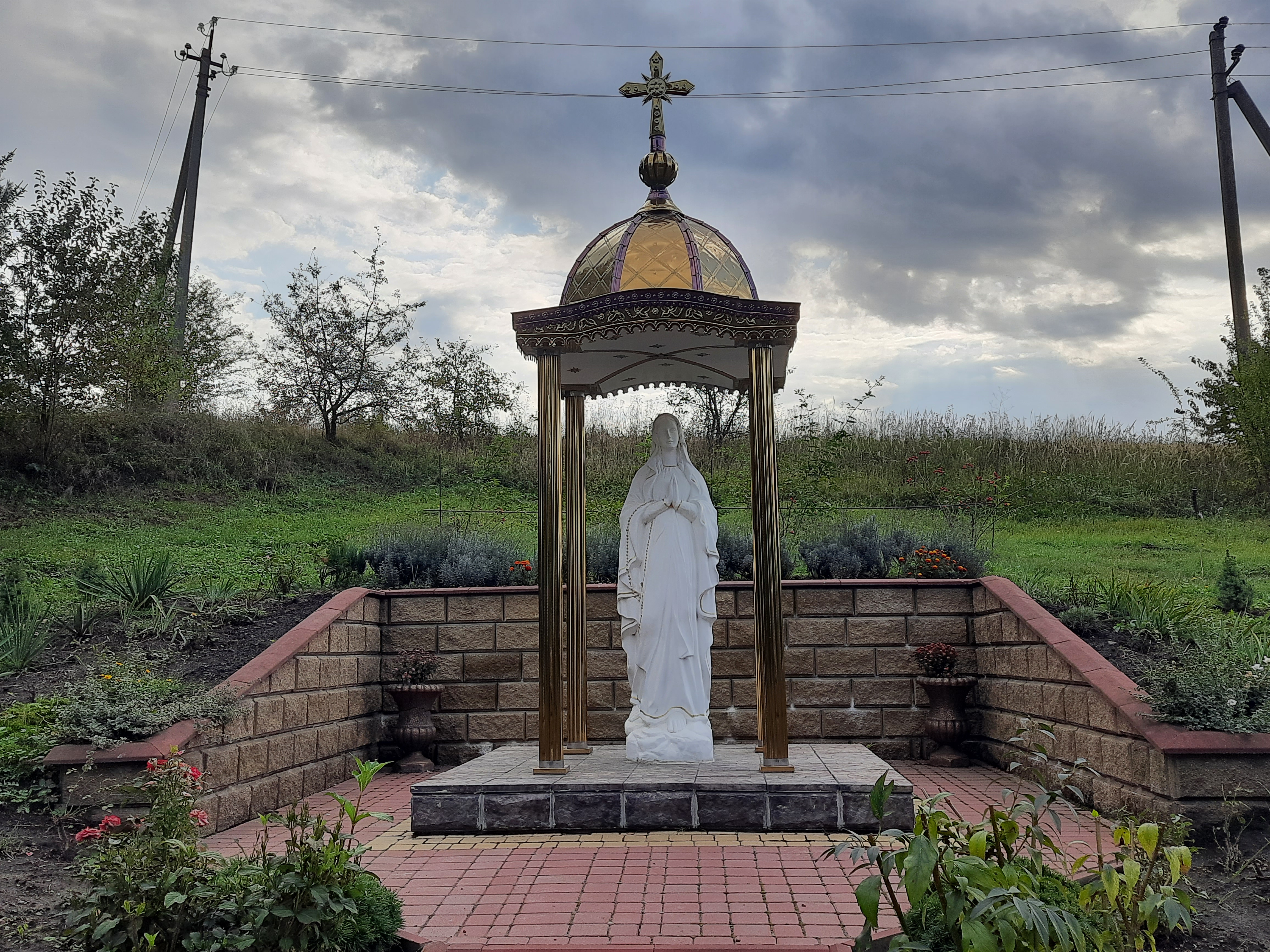
Статуя Божої Матері
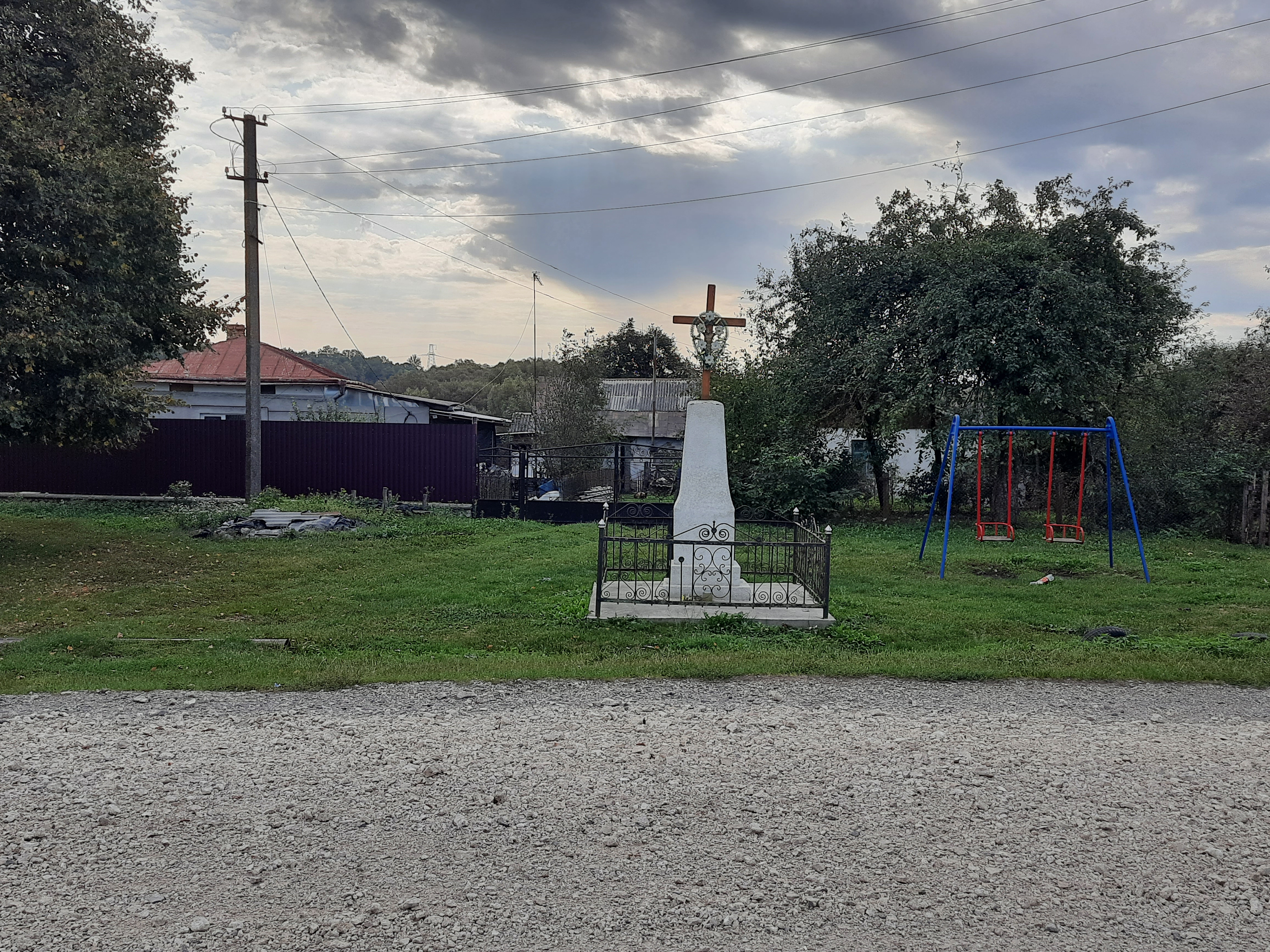
Пам'ятний хрест
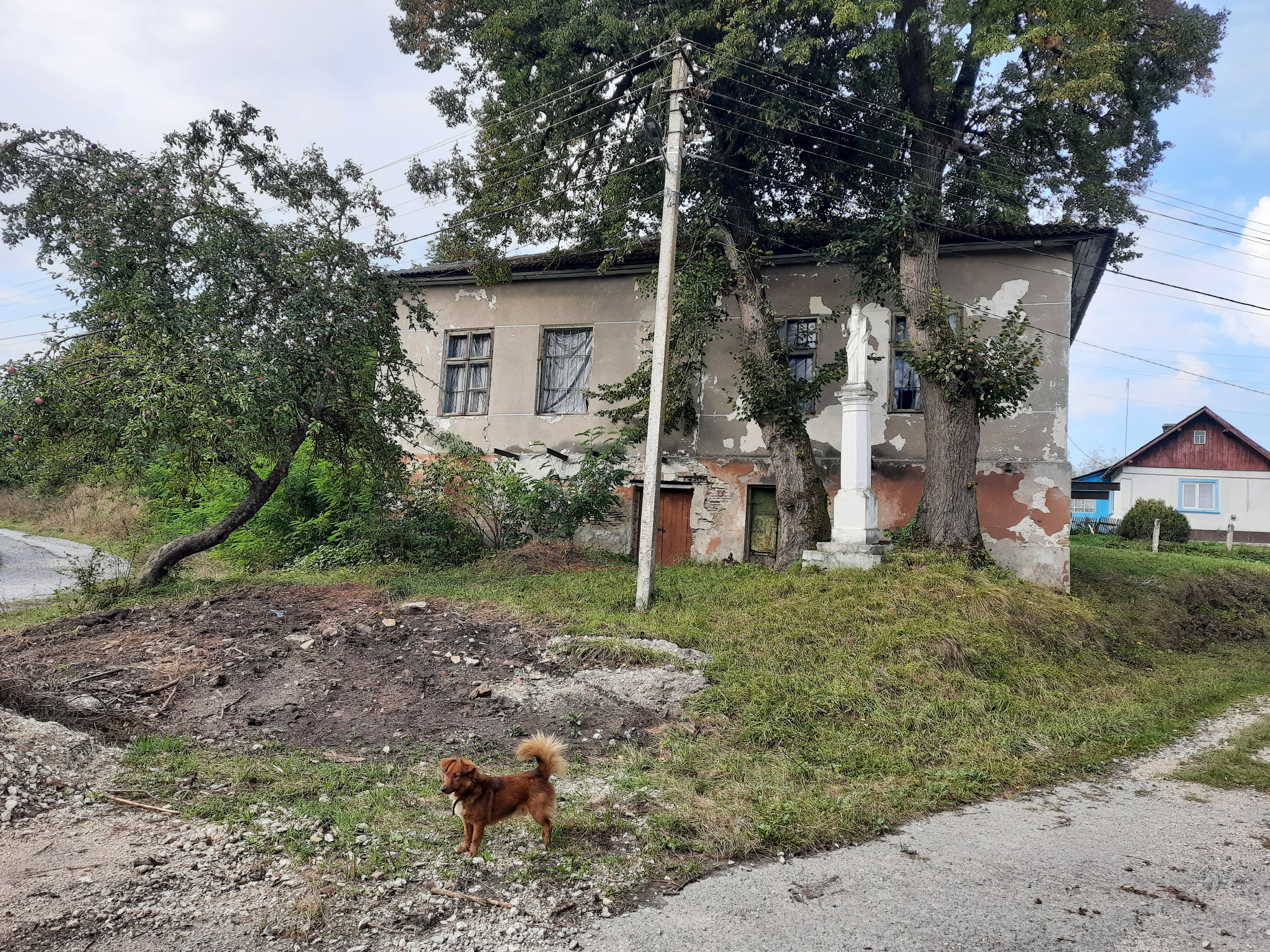
Сільський пейзаж
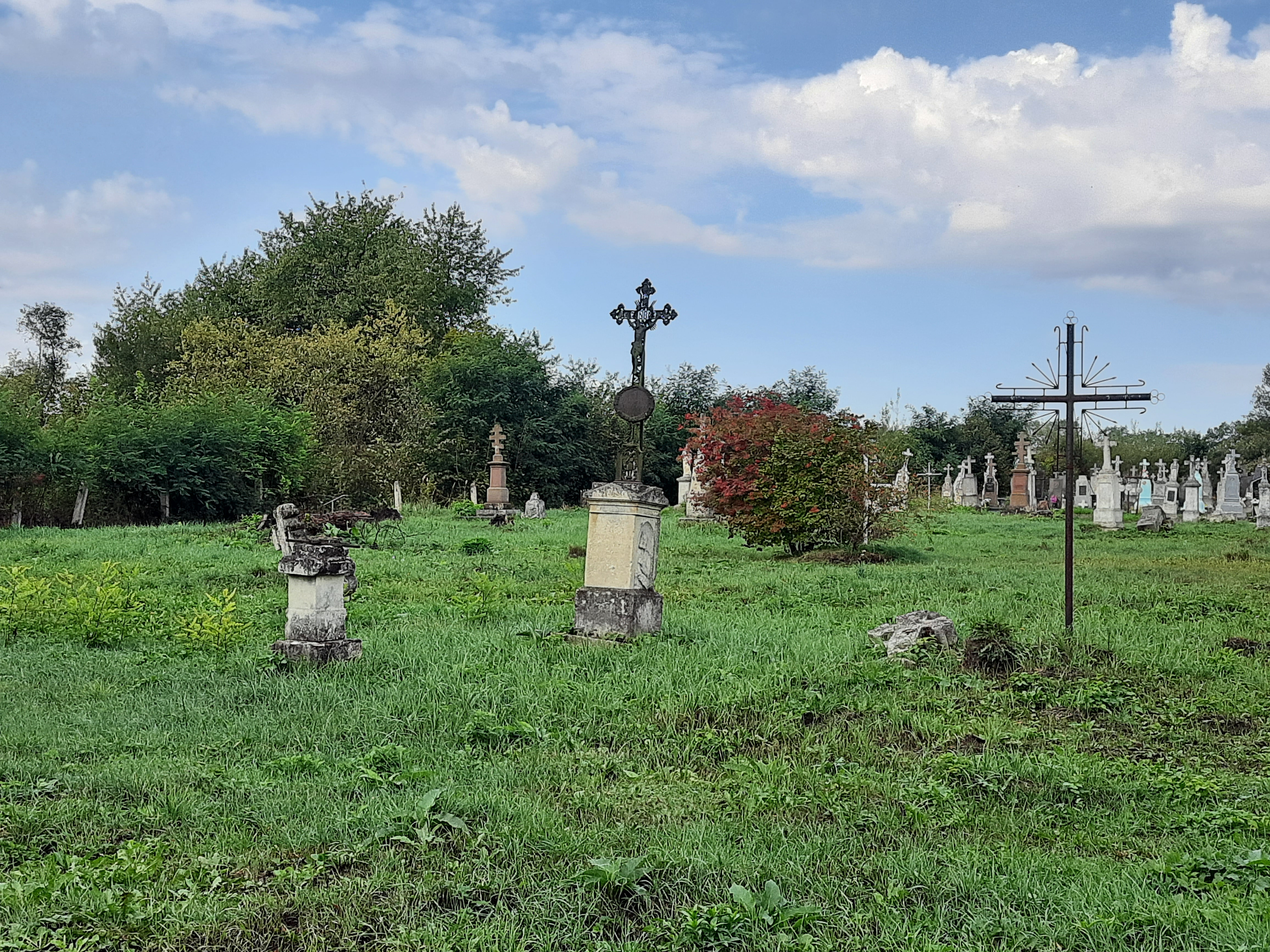
Старий цвинтар
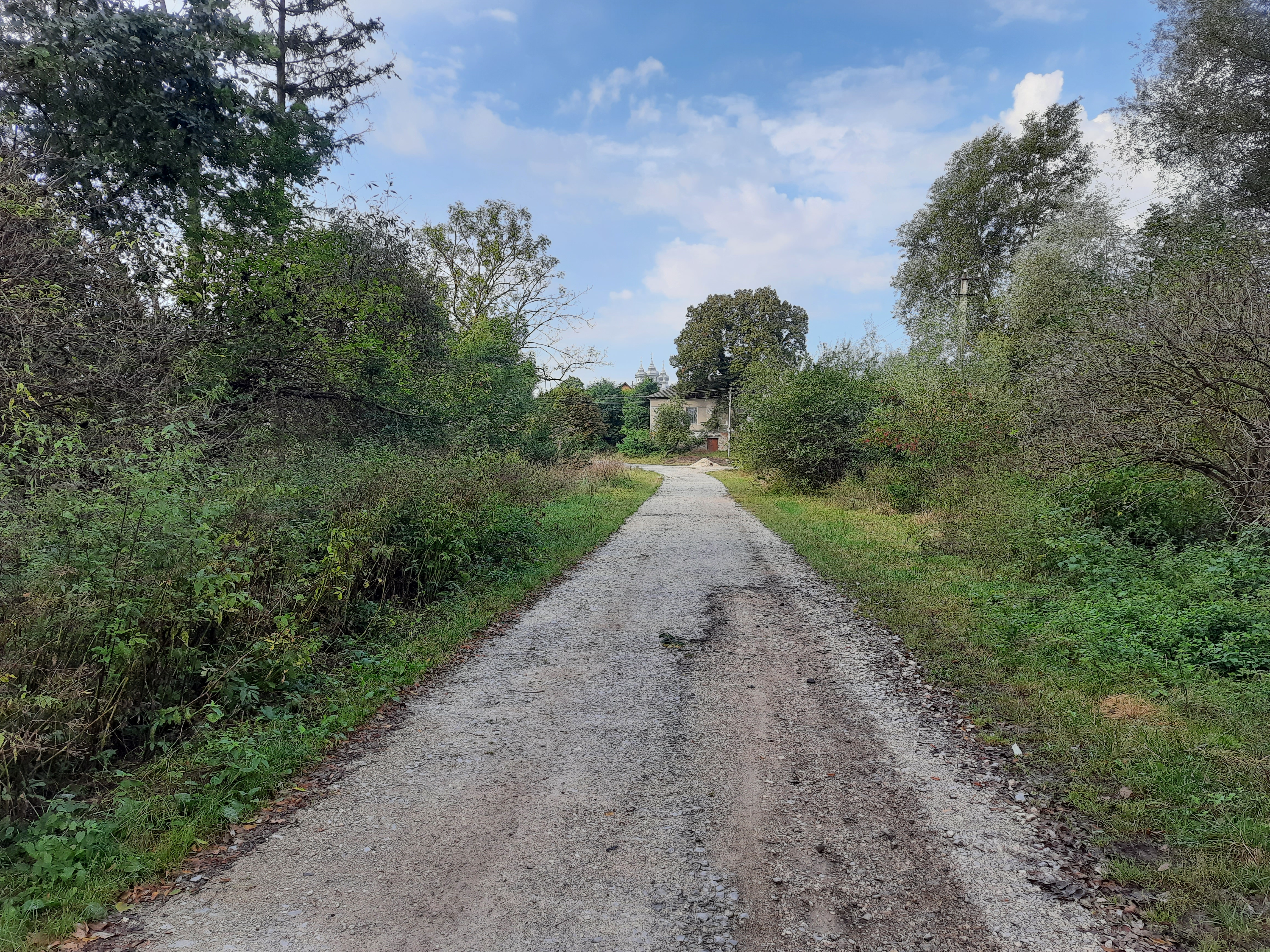
Околиця села